# Міський коледж Лос-Анджелеса
Міський коледж Лос-Анджелеса (англ. Los Angeles City College) — державний громадський коледж у Східному Голлівуді, Каліфорнія. Коледж є частиною Лос-Анджелесського коледжного округу і розташований на Вермонт-авеню на південь від бульвару Санта-Моніка в колишньому кампусі Каліфорнійського університету в Лос-Анджелесі. Це один із дев'яти коледжів Лос-Анджелесського коледжного округу.
Місія Лос-Анджелеського міського коледжу полягає в тому, щоб "сприяти доступному та справедливому навчанню на користь різноманітних місцевих і глобальних спільнот, яким ми служимо. Ми надаємо студентам можливість досягти їхніх освітніх і кар'єрних цілей, пропонуючи їм шляхи для отримання вчених ступенів, сертифікати, вимоги до переведення, професійна та технічна освіта, а також програми базових навичок."
9 вересня 1929 року Лос-Анджелеський міський коледж був заснований як Los Angeles Junior College з понад 1300 студентами та 54 викладачами. У 1938 році коледж змінив назву на Міський коледж Лос-Анджелеса.
У коледжі використовується семестровий навчальний рік. Кампус пропонує більше 100 асоційованих (дворічних) ступенів на додаток до професійних програм і сертифікатів. Загальна кількість студентів становить понад 15 000 із понад 800 викладачів у 2024 році (повний і неповний робочий день). Міський коледж Лос-Анджелеса акредитований Акредитаційною комісією для громадських і молодших коледжів, Західною асоціацією шкіл і коледжів, визнаний органом з акредитації освіти Радою вищих навчальних закладів США Акредитація освіти та Департамент освіти США.

### Цитування
1. 1 2 3  Integrated Postsecondary Education Data System — 1992.
2. ↑  Global Research Identifier Database — 2015.
3. ↑  ROR Data — v1.19 — 2023. — doi:10.5281/ZENODO.7644942
4. ↑  https://www.lacc.edu/about/demographics
5. ↑  https://web.archive.org/web/20170925041823/http://www.aacc.nche.edu/Pages/CCFinderStateResults.aspx?state=CA
6. ↑  Los Angeles City College, Los Angeles City College, процитовано 15 лютого 2024
7. ↑  Mission, Values & Goals, Los Angeles City College, процитовано 15 лютого 2024
8. ↑  Demographics, Los Angeles City College, процитовано 15 лютого 2024
9. ↑  Accreditation, Los Angeles City College, процитовано 15 лютого 2024